# Aranea framework
Aranea web framework — open source среда разработки приложений для платформы Java, которая обеспечивает объектно-ориентированный подход к построению веб-приложений.
Была разработана эстонской компанией Webmedia. Framework был впервые выпущен под лицензией Apache 2.0 license.В настоящее время этот framework не имеет широкого распространения в Java мире, однако успешно используется в некоторых больших проектах производителя.